# وکیل اول
وکیل اول فیلمی به کارگردانی جمشید حیدری و نویسندگی محمدهادی یوسف، جمشید حیدری ساختهٔ سال ۱۳۶۵ است.

## بازیگران
- غلامحسین نقشینه
- محمد مطیع
- اسماعیل محرابی
- سهیلا نجاری
- اسماعیل داورفر
- قدرت اله لطیفی
- شاپور شهیدی
- سرور رجایی
- زهره عدالت
- حسین اسدی
- هوشنگ نیک رفتار
- اکبر طلایی
- محمد افشین
- امیر دیری
- رحیم شمشیری
- بهرام محمدی پور
- روح اله دهقان
- محمد هادی پور
- بهزاد کاظمی
- رضا جوینده
- علی پوستی
- محمد زمان گیر
- احمد صادق نژاد
- جواد ایمانی
- منوچهر متین
- غلام شجاعی
- نصراله نمکی
- ایرج قاسمی
- علی شیرازی
- الماس محرابی
- مجید بنی سعید
- اکبر زارع
- محمد نجفی
- حبیب عباس‌نژاد
- احمد صفری
- محمد کوبیان